# I vecchi e i giovani (miniserie televisiva)
I vecchi e i giovani è una miniserie televisiva diretta da Marco Leto, trasmessa dalla Rai nella primavera del 1979 sulla Rete 2. È andata in onda in cinque puntate nel prime time del venerdì sera, dal 6 aprile al 4 maggio del 1979, ed è stata riproposta dal canale satellitare Rai Storia nel giugno 2011.
Girata con tecnica cinematografica in 35 mm, con uso di riprese in esterni (quindi sceneggiato televisivo in senso lato), la fiction è stata coprodotta per Italia e Francia da Filmalpha ed è stata tratta dall'omonimo romanzo del 1913 di Luigi Pirandello, intitolato appunto I vecchi e i giovani.
La sceneggiatura per la riduzione televisiva nella versione italiana è stata curata dallo stesso Leto e dallo scrittore e drammaturgo Renzo Rosso. L'adattamento per la versione francese è di Pierre Cholodenko

## Cast
Giunta in un periodo di svolta nelle produzioni televisive di fiction della RAI - che iniziava a consolidare l'uso del colore e delle riprese in esterni - la miniserie vede all'opera un nutrito cast di attori di fama internazionale fra cui Gabriele Ferzetti, che interpretava il ruolo di Flaminio Salvo, Alain Cuny, nelle vesti del principe Ippolito Laurentano, Stephanie Beacham come Nicolette, Bekim Fehmiu nel ruolo dell'ingegnere Aurelio Costa e Stefano Satta Flores nei panni di Ignazio Capolino.